# Sorta
Sorta je pojam iz ratarstva. Ona je linijski kultivar. Predstavlja zadovoljavajuće ujednačenu i postojanu populaciju dobivenu samooplodnjom i odabirom kroz veći broj generacija ili drugom odgovarajućom tehnikom.